# Stade municipal d'Abidjan
 (avril 2025).
Si vous disposez d'ouvrages ou d'articles de référence ou si vous connaissez des sites web de qualité traitant du thème abordé ici, merci de compléter l'article en donnant les références utiles à sa vérifiabilité et en les liant à la section « Notes et références ».
Le stade municipal d'Abidjan est un stade de football de Côte d'Ivoire qui se situe dans la ville d'Abidjan. Il peut accueillir 1 800 spectateurs.
C'est le stade où joue le Stade d'Abidjan.